# Cosmetus serrulatus
Cosmetus serrulatus is een hooiwagen uit de familie Cosmetidae.